# Kraljeva Velika
Kraljeva Velika is een plaats in de gemeente Lipovljani in de Kroatische provincie Sisak-Moslavina. De plaats telt 527 inwoners (2001).